# Барония Халандрица
Барония Халандрица (фр. Baronnie de Chalandritsa) — средневековая феодальная вотчина в период франкократии в Ахейском княжестве, занимавшем северную часть полуострова Пелопоннес. Центром был город Халандрица, к югу от Патр.

## История
Французский рыцарь Жоффруа I де Виллардуэн, получив в 1209 году титул «князя Ахеи», разделил страну на двенадцать бароний и среди прочих создал баронию Халандрица. Двенадцать баронов составляли верховный совет княжества.  Барония Халандрица была небольшой и включала четыре феода. При византийском императоре Андронике II Палеологе в результате завоеваний эпитропа Мореи Андроника Асеня к 1321 году из двенадцати бывших бароний Ахейского княжества под властью князя остались лишь четыре: Патры, Велигости, Востица и Халандрица. После падения Патр в 1428 году под властью князя Чентурионе II Дзаккария осталась только барония Халандрица. В 1429 году, при византийском императоре Константине XI Палеологе Халандрица после осады перешла в руки византийского деспота Мореи Фомы Палеолога. Князь Ахеи был вынужден выдать за Фому свою дочь Екатерину Дзаккария, от этого брака родилась великая княгиня московская Софья Палеолог.